# Hedyotis pachycarpa
Hedyotis pachycarpa är en måreväxtart som beskrevs av Henry Nicholas Ridley. Hedyotis pachycarpa ingår i släktet Hedyotis och familjen måreväxter. Inga underarter finns listade i Catalogue of Life.